# Dorchester (South Carolina)
Dorchester (ehemals Ross) ist eine unincorporated community im Dorchester County (South Carolina), etwa 9 Kilometer nordwestlich von Ridgeville. Sie liegt am U.S. Highway 78, etwa 4 Kilometer westlich der Brücke über den Four Hole Swamp.
Die South Carolina Canal and Railroad Company eröffnete hier 1843 einen Bahnhof, der auch als Ross’s Station oder Rosses bekannt war. 1903, einige Jahre nach der Gründung des Dorchester Countys, benannte sich der Ort in Dorchester um.